# Tiberio (figlio di Giustiniano II)
Tiberio (in greco Τιβέριος?, Tiberios) (Bulgaria, Crimea o Cazaria, 705 – Costantinopoli, dicembre 711) è stato un principe bizantino, figlio dell'Imperatore Giustiniano II e della sua seconda consorte, Teodora di Cazaria. Erede del padre, fu da lui nominato co-imperatore; tuttavia essi vennero entrambi uccisi nel 711, quando Filippico Bardane depose la dinastia Eracliana, occupandone il trono.                                                                          Dopo il suo omicidio, nel corso dell'VIII secolo, diversi pretendenti asserirono di essere il giovane Augusto, ma smentiti vennero condannati a morte.

## Biografia
Nel 705 Giustiniano II, che era stato imperatore dal 685 al 695, marciò con un vasto esercito composto da Cazari, Bulgari e Slavi su Costantinopoli, deponendo e facendo giustiziare Tiberio III. Nel frangente in cui il sovrano guidava le proprie truppe contro l'usurpatore, la seconda moglie Teodora rimase in Bulgaria, dando alla luce un figlio, cui fu imposto il nome di Tiberio; poco dopo il consolidamento del potere di suo padre, il giovane principe venne scortato con la madre sino alla capitale, dove un anno dopo, nel 706, venne creato co-imperatore, mentre la consorte del restaurato sovrano fu incoronata Augusta. Successivamente, nel 710, quando papa Costantino visitò Costantinopoli, i primi ad accoglierlo furono il Senato ed il giovane Tiberio. 

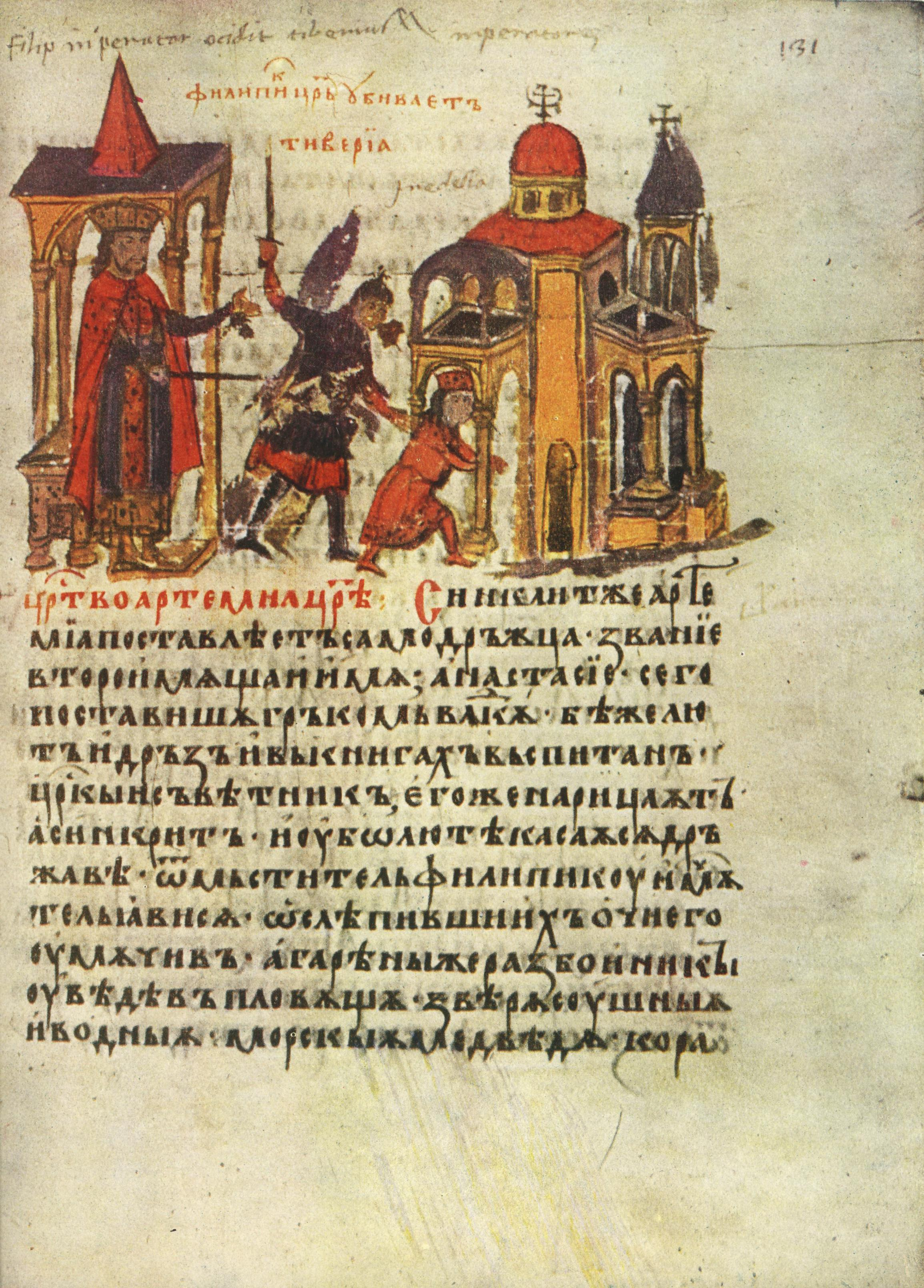
Filippico Bardane ordina l'uccisione di Tiberio, figlio di Giustiniano II; miniatura tratta dalla Cronaca universale (Χρονική σύνοψις) di Costantino Manasse, XIV secolo

Nel 711, il thema di Cherson  si ribellò a Giustiniano II, affidando le truppe rivoltose all'esiliato generale Filippico Bardane. I ribelli, nonostante la feroce repressione, resistettero, convincendo ad unirsi a loro anche le truppe nemiche mandate dall'imperatore. Marciarono dunque sulla capitale, proclamando Filippico, giunto a Costantinopoli con un'imponente flotta, nuovo Basileus. Giustiniano II, che si trovava in Armenia, non riuscì a fermare i ribelli, venendo sconfitto e decapitato da uno dei suoi ufficiali nel dicembre dello stesso anno. Successivamente la sua testa fu portata in trionfo in Italia, dove a Ravenna fu esposta alla folla. Appresa la notizia della sua morte, l'imperatrice madre, Anastasia, portò il principe Tiberio, di sei anni, nella Chiesa di Santa Maria delle Blacherne, tentando di trarlo in salvo. Tuttavia gli uomini di Filippico Bardane penetrarono nell'edificio di culto, trascinando il giovane co-imperatore dall'altare ed uccidendolo una volta uscito all'esterno. 
Dopo l'uccisione del principe due uomini affermarono di essere Tiberio; uno nel 717, durante l'assedio di Costantinopoli, mentre un altro nel 737. Il secondo impostore, Bashir, fu portato alla ribalta da un cieco di nome Teofante. Quest'ultimo si recò da Solimano, figlio del califfo omayyade Hisham ibn 'Abd al-Malik, informandolo della reale identità, poi rivelatasi fasulla, del pretendente. Il principe credette a Teofante, ordinandogli di portargli Bashir. Il cieco consegnò quindi l'impostore a Solimano, il quale ritenendo di essere d'innanzi al legittimo imperatore bizantino lo fece sfilare per Edessa, vestendolo per ordine di suo padre con la porpora dei sovrani. La notizia dell'appoggio omayyade a questo possibile pretendente impaurì l'iconoclasta Leone III, il quale appena salito al trono, avrebbe dovuto affrontare un imponente assedio arabo. Il presunto Tiberio, tuttavia, venne successivamente smascherato, condannato a morte e crocifisso.

## Raffigurazioni di Tiberio nella monetazione imperiale del periodo
Tiberio è raffigurato sulle monete emesse durante il secondo regno di Giustiniano II (705–711); durante il primo regno di suo padre (686-695), furono coniate le prime monete con la raffigurazione di Gesù Cristo sul dritto, mentre successivamente un giovane Tiberio è impresso sul retro, accanto al sovrano co-reggente. Qui hanno entrambi sul capo corone, vestono loros e clamide e tengono tra le mani una croce potenziata. Nel rovescio si può leggere: "Domini Nostri Iustinianus et Tiberius Perpetui Augusti".

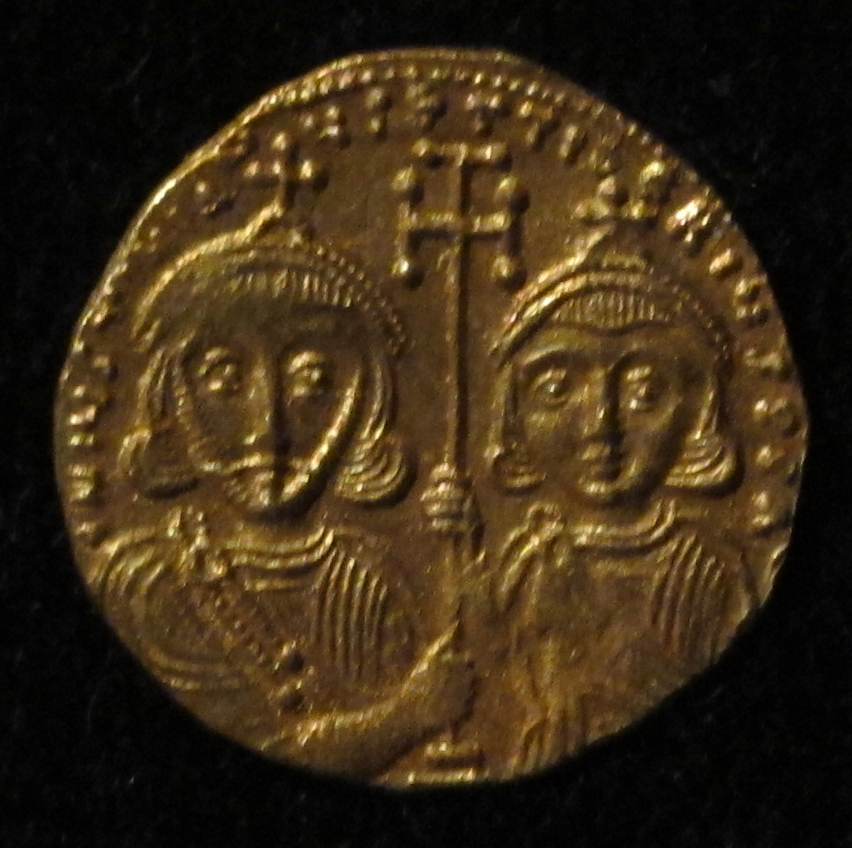
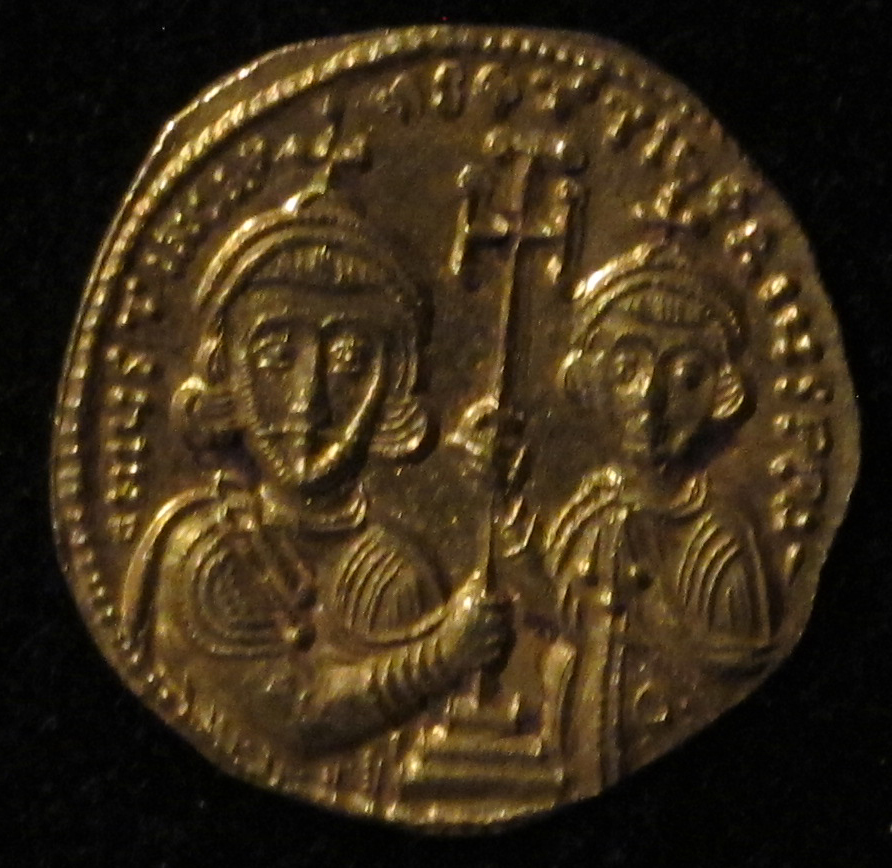
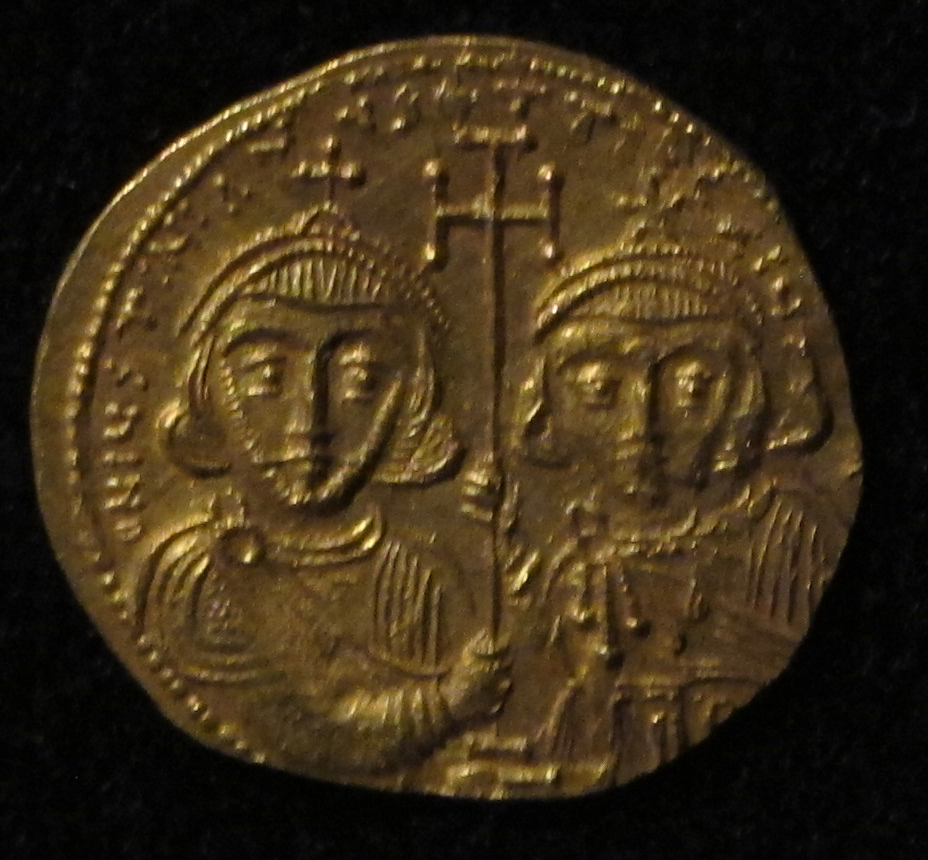
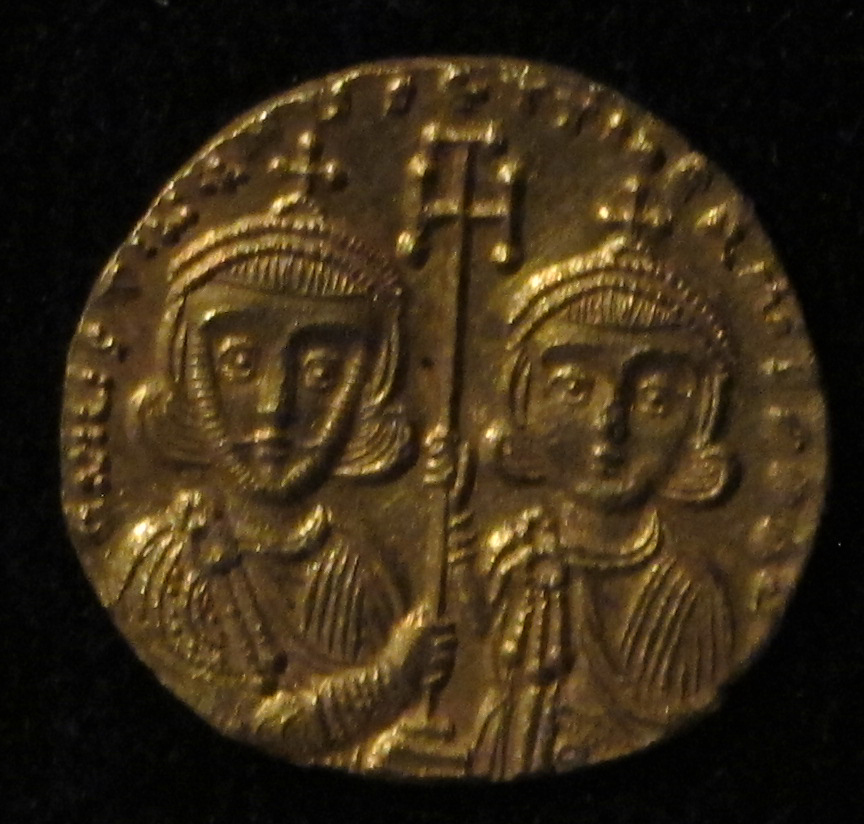
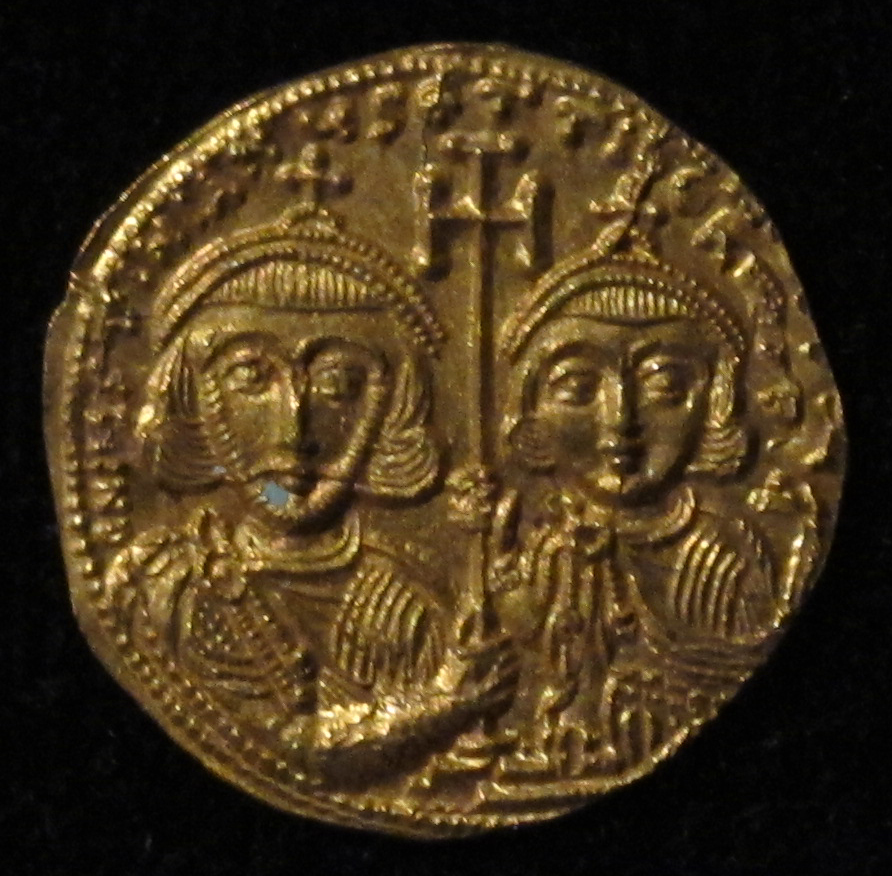
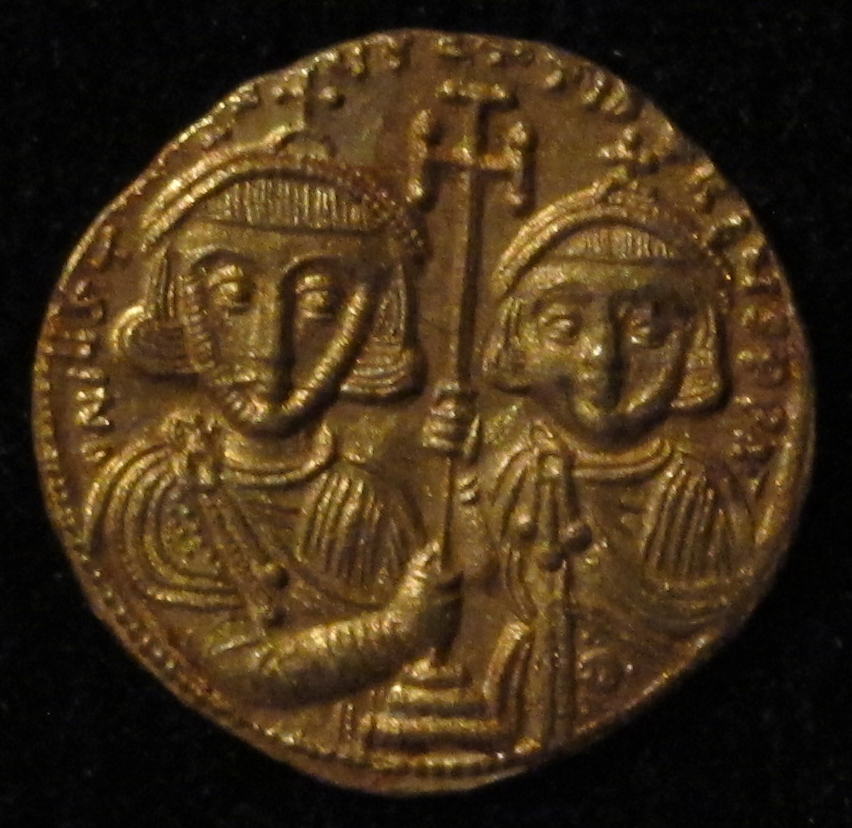
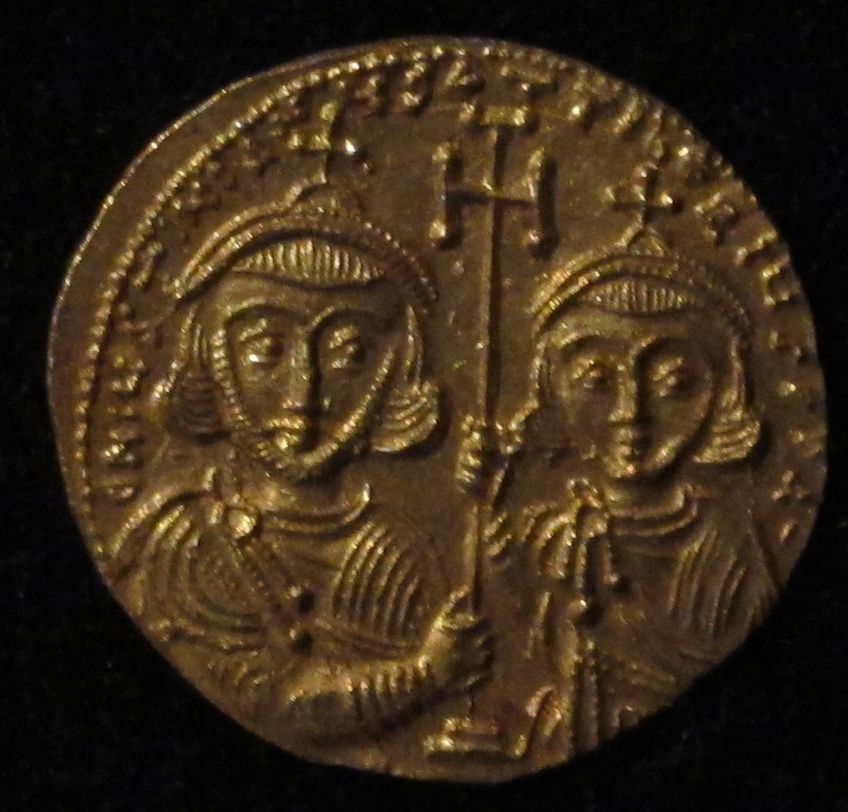
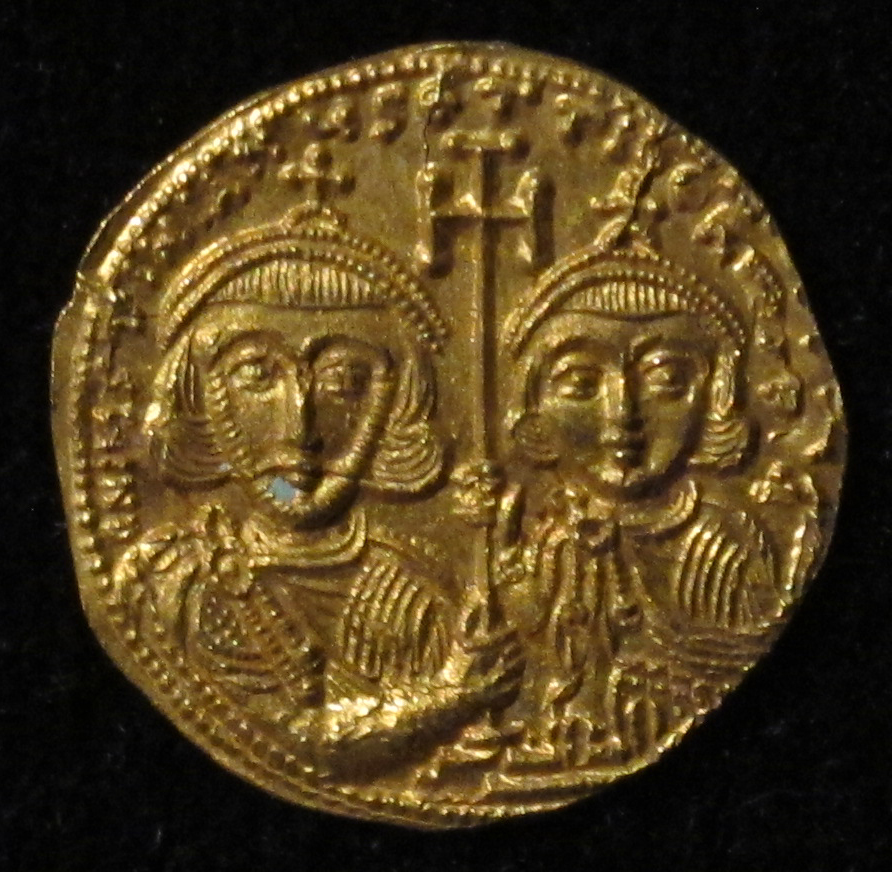
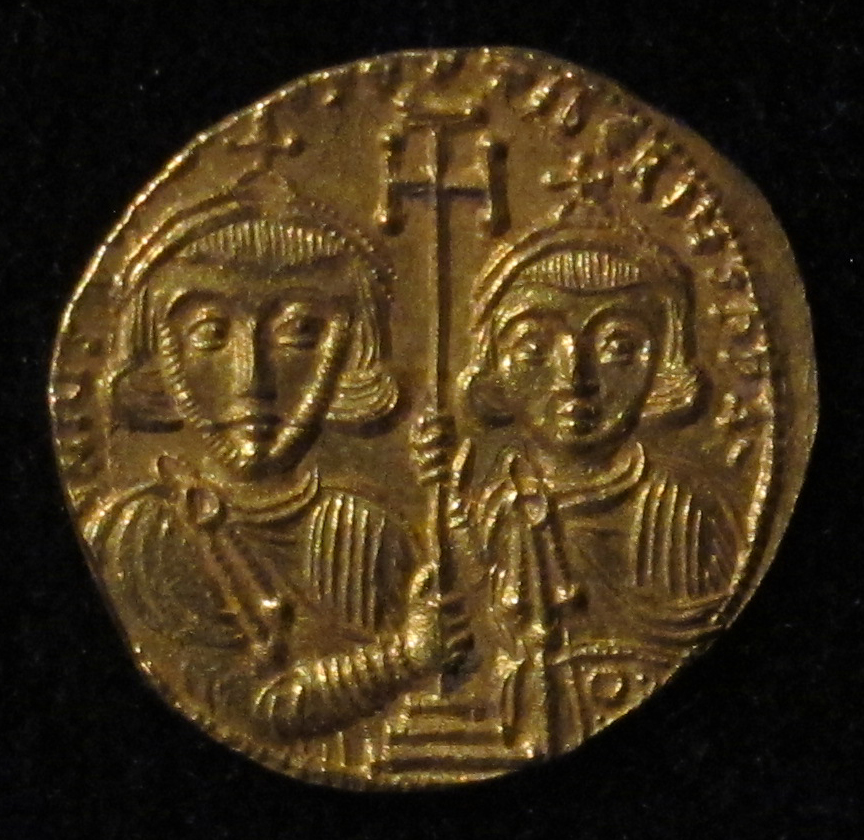

## Ascendenza
|                    |   |          | Genitori  |  |  | Nonni |  |  | Bisnonni    |  |  | Trisnonni      |  |
|                    |   |          |           |  |  |       |  |  | Costante II |  |  | Costantino III |  |
|                    |   |          |           |  |  |       |  |  | Costante II |  |  | Costantino III |  |
|                    |   | Gregoria |           |  |  |       |  |  | Costante II |  |  |                |  |
| Costantino IV      |   |          |           |  |  |       |  |  | Costante II |  |  |                |  |
|                    |   | Fausta   | Valentino |  |  |       |  |  |             |  |  |                |  |
|                    |   | Fausta   | Valentino |  |  |       |  |  |             |  |  |                |  |
|                    |   | Fausta   | …         |  |  |       |  |  |             |  |  |                |  |
| Giustiniano II     |   | Fausta   |           |  |  |       |  |  |             |  |  |                |  |
|                    |   | …        | …         |  |  |       |  |  |             |  |  |                |  |
|                    |   | …        | …         |  |  |       |  |  |             |  |  |                |  |
|                    |   | …        | …         |  |  |       |  |  |             |  |  |                |  |
| Anastasia          |   | …        |           |  |  |       |  |  |             |  |  |                |  |
|                    |   | …        | …         |  |  |       |  |  |             |  |  |                |  |
|                    |   | …        | …         |  |  |       |  |  |             |  |  |                |  |
|                    |   | …        | …         |  |  |       |  |  |             |  |  |                |  |
| Tiberio            |   | …        |           |  |  |       |  |  |             |  |  |                |  |
|                    | … | …        |           |  |  |       |  |  |             |  |  |                |  |
|                    | … | …        |           |  |  |       |  |  |             |  |  |                |  |
|                    | … | …        |           |  |  |       |  |  |             |  |  |                |  |
| …                  | … |          |           |  |  |       |  |  |             |  |  |                |  |
|                    |   | …        | …         |  |  |       |  |  |             |  |  |                |  |
|                    |   | …        | …         |  |  |       |  |  |             |  |  |                |  |
|                    |   | …        | …         |  |  |       |  |  |             |  |  |                |  |
| Teodora di Cazaria |   | …        |           |  |  |       |  |  |             |  |  |                |  |
|                    |   | …        | …         |  |  |       |  |  |             |  |  |                |  |
|                    |   | …        | …         |  |  |       |  |  |             |  |  |                |  |
|                    |   | …        | …         |  |  |       |  |  |             |  |  |                |  |
| …                  |   | …        |           |  |  |       |  |  |             |  |  |                |  |
|                    |   | …        | …         |  |  |       |  |  |             |  |  |                |  |
|                    |   | …        | …         |  |  |       |  |  |             |  |  |                |  |
|                    |   | …        | …         |  |  |       |  |  |             |  |  |                |  |
|                    |   | …        |           |  |  |       |  |  |             |  |  |                |  |